# Somnambulist (Angel)
Somnambulist conocido tanto en América Latina como en España bajo la traducción literal de Sonámbulo es el decimoprimer episodio de la primera temporada de la serie de televisión estadounidense Ángel. Escrito por Tim Minear y dirigido por Winrich Kolbe. Se estrenó originalmente el 18 de enero de 2000. 

## Argumento
Ángel está comenzando a tener extraños y aterradores sueños en los que aparentemente asesina a personas como en alguna ocasión lo hizo como Ángelus. Algo que parece paralelo a los recientes asesinatos que han empezado a desatarse en Los Ángeles, pues todas las víctimas han perecido de la misma manera: desangrándose. 
Wesley es el primero en percatarse de eso gracias a la vasta investigación que realizó sobre el vampiro cuando empezó a trabajar como vigilante en Sunnydale. Según sus archivos Ángelus a finales del siglo XVII marcaba a sus víctimas con una cruz en la mejilla izquierda, de la misma manera que las víctimas han sido encontradas en la actualidad. En un principio Wesley tiene problemas para persuadir a Cordelia, pero cuando Ángel admite que puede ser el responsable como un sonámbulo, ambos encadenan al vampiro a una cama con la esperanza de probar la inocencia de su jefe. A la mañana siguiente es publicada la noticia de la aparición de otro cuerpo; lo que significa que Ángel no es el asesino. No obstante con la noticia Ángel se percata que el asesino es Penn, un vampiro que creó hace años y que lo acompañó en la época de sus caracterizadas mutilaciones. 
Ángel se entera de que Kate está investigando los asesinatos de Penn y decide ayudarla en la investigación con la esperanza de interceptar a su "creación" antes que la policía y exterminarlo. Ángel le da a Kate un dibujo del rostro de Penn y la descripción de su próxima víctima. A pesar de desconfiar del conocimiento que Ángel posee sobre el asesino, Kate obedece y consigue detener a Penn antes de asesinar a un joven. Sin embargo también lo persigue hasta un edificio donde contempla horrorizada a Ángel y a Penn como son en realidad: unos vampiros. 
El hecho deja desconcertada a Kate, quien deja de confiar en Ángel, y comienza una investigación sobre vampiros para poder detener los asesinatos de la ciudad, una investigación que la lleva a aprender la historia de Ángelus. Por otra parte, un enfurecido Penn se compromete a torturar a Ángel matando a personas de forma más "original" luego de descubrir que su adorado creador es un luchador del bien. Con ayuda de Wesley, Ángel consigue descifrar el plan de Penn, quien ha decidido engendrar a Kate como vampira. Afortunadamente Ángel consigue detener el plan de su creación y ambos comienzan una feroz batalla en la que Kate se forzada a intervenir clavandolé una estaca al corazón de Penn que a la vez atraviesa parte del abdomen de Ángel. Kate le confirma al vampiro que decidió no matarlo pero queda en claro que la relación de ambos no volverá a ser la misma. 
En Investigaciones Ángel un deprimido Ángel es consolado por Cordelia quien le recuerda que ya no es el mismo vampiro de antes y que su misión redentora va por buen camino.

## Elenco

### Principal
- David Boreanaz como Ángel.
- Charisma Carpenter como Cordelia Chase.
- Alexis Denisof como Wesley Wyndam Pryce (integrado oficialmente).

## Producción

### Actuación
El actor Alexis Denisof reemplaza a Glenn Quinn luego de la muerte de Doyle.

### Redacción
Después de escribir el primer borrador, Tim Minear tuvo que reescribir ciertas partes que se ajustaran a la llegada de Wesley y la salida de Doyle; la escena final del tejado originalmente era entre Angel & Doyle. El título original del episodio era "The Killer I Created", hasta que un detalle de internet, orilló a Minear a alterar el título. "Fui al sitio de mensajes de Buffy... cambié el título y dije que trataba de sueños y cosas horribles que puedes hacer cuando duermes, algo que decepcionó a los fans," declaró Minear.
Minear hablo sobre Kate finalmente descubriendo que Ángel es un vampiro diciendo: " la clave del episodio." Otra escena comentada, que fue considerada como una destacada, es cuando Kate atraviesa a Ángel para estacar a Penn. Minear lo llama "el momento perfecto. Porque es Ángel abriéndose y de hecho tomando la responsabilidad de todas las cosas horribles que ha hecho en una especie de película con vísceras."

## Continuidad
- Kate descubre que Ángel es un vampiro un hecho que cambia la relación de los dos.
- Las fotos de Ángel usadas por la físcalia para poder reconocerlo parecen las mismas que los vídeos de seguridad grabaron durante el desastre emocional de los policías que se desató cuando el pequeño Tony fue arrestado.
- Wesley y Cordelia catalogan la relación de Ángel y Buffy como "incomoda".
- Ángel le comenta a Penn que fue maldecido por los gitanos antes de poder reunirse.